# Хамзін Сабір Ширбалаєвич
Сабір Ширбалаєвич Хамзін (рос. Сабир Ширбалаевич Хамзин; нар. 20 грудня 1972, Щолково, Московська область, РРФСР) — російський футболіст, нападник та півзахисник.

## Життєпис
Виріс у Щолково, у першому класі прийнятий у ФШМ Торпедо, але почав навчатися у школі-інтернаті з ухилом у вивчення гінді і лише з п'ятого класу почав тренуватися у ФШМ на позиції воротаря. У 9 класі перейшов до школи «Спартака» вже в напад. До дубля «Спартака» не потрапив й вступив до фізкультурного інституту, де грав за команду «Буревісник».
У 1993 році перейшов до команди другої ліги ТРАСКО, у якій відіграв 2 сезони у третій лізі.
Наприкінці 1994 року Хамзіна було запрошено до тюменського «Динамо-Газовика», де за перше коло чемпіонату 1995 у вищій лізі провів 8 матчів, але через постійну зміну тренерів вирішив перейти до словацького клубу «Тренчин». Проте через конфлікт президента (Марата Манафова) з місцевою владою не зіграв жодної офіційної гри.
Навесні 1996 року на тренуванні в манежі у складі «Локомотива» отримав перелом стопи і пропустив початок чемпіонату. Не зумів укласти контракт із «Нафтохіміком», через що догравав сезон у футзальному клубі «Мінкас». Сезон 1997 року розпочав у третій лізі у складі «Спортакадеміклубу», але друге коло пропустив через повторний перелом стопи.
1998 року підписав контракт з латвійським «Вентспілсом», разом з яким став бронзовим призером чемпіонату та пробився до Кубку УЄФА. Через найбільший у команді оклад на наступного сезону відданий в оренду в клуб «Хімки» з другого дивізіону Росії. 2000 року «Вентспілс» до початку сезону не зміг знайти Хамзіну команду, і йому довелося виступати в КФК за «Витязь» з Подольська. По ходу сезону отримав травму меніска й догравав сезон у футзальному клубі «Титан», у складі якого став бронзовим призером чемпіонату Росії.
Перше коло 2001 року відіграв в аматорській «Пресні». Не зумів перейти до білоруського «Гомеля», поїхав до Бангладеш, де за 40 днів у складі клубу «Абахані» Дакка став чемпіоном країни. Повернувшись із Бангладеш, зіграв за «Пресню» ще дві гри й 20 вересня вилетів до Франції, де підписав контракт із клубом третього дивізіону «Брест».
Після закінчення сезону повернувся до Москви, де його запросили до нової команди «Алмаз», тренерами якої були колишні гравці «Спартака» Кульков та П'ятницький. У складі клубу за неповний сезон забив 61 м'яч. Потім грав за футзальний «Полігран», а у складі «Обнінська» став володарем Кубка Росії з футболу серед аматорських команд.
Закінчив грати у 2004 році, працював у «Спартаку» у комерційному відділі, тренером-селекціонером, заступником директора школи «Спартака».
Учасник комерційних та аматорських турнірів:
- 2007 — Чемпіонат Рубльовки, команда «Ново-Дар'їно»[3]
- Корпоративний Кубок ФК «Локомотив», команда «Регіонгазхолдинг»
- 2009 — Міжнаціональна футбольна ліга, команда «Дуслар»
- 2009 — Кубок Аленічева, команда «Сорас-Москва»[4] (найкращий гравець турніру)
- 2009 — Кубок Черенкова, команда «Сорас»[5] (найкращий нападник турніру)
- 2010 - Чемпіонат Рубльовки, команда «Капітал Груп»[6]

Генеральний директор ФК «Олімп-Довгопрудний» та «Олімп-Довгопрудний-2».

## Досягнення
- Прем'єр-ліга Бангладешу
  -  Чемпіон (1): 2001

- Вища ліга Латвії
  -  Бронзовий призер (1): 1998

- Чемпіонат Росії з футзалу
  -  Бронзовий призер (1): 2000